# Масс-спектрометрия вторичных ионов

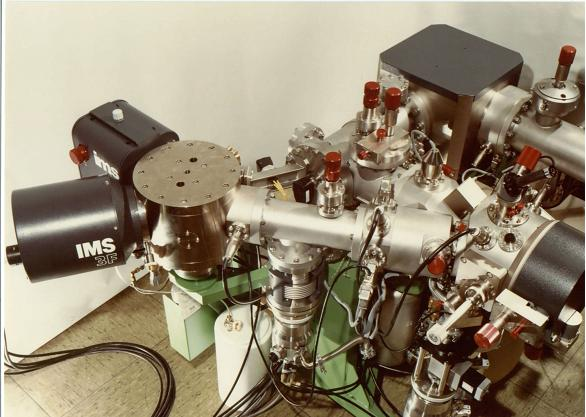
Масс-спектрометр вторичных ионов CAMECA IMS3f Magnetic.

Масс-спектрометрия вторичных ионов (МСВИ) (англ. Secondary-Ion Mass Spectrometry, SIMS) — метод получения ионов из низколетучих, полярных и термически нестойких соединений в масс-спектрометрии.
Первоначально применялся для определения элементного состава низко-летучих веществ, однако впоследствии стал использоваться как десорбционный метод мягкой ионизации органических веществ. Используется для анализа состава твёрдых поверхностей и тонких плёнок. МСВИ — самая чувствительная из техник анализа поверхностей, способная обнаружить присутствие элемента в диапазоне 1 часть на миллиард.

## Сущность метода
Образец облучается сфокусированным пучком первичных ионов (например {\displaystyle {\ce {Xe+}}}, {\displaystyle {\ce {Cs+}}}, {\displaystyle {\ce {Ga+}}}) с энергией от 100 эВ до нескольких кэВ (большая энергия используется в методе FAB). Образующийся в результате пучок вторичных ионов анализируется с помощью масс-анализатора для определения элементного, изотопного или молекулярного состава поверхности.
Выход вторичных ионов составляет 0,1-0,01 %.

## Вакуум
Метод МСВИ требует создания условий высокого вакуума с давлениями ниже 10−4 Па (примерно 10−6 мбар или мм рт. ст.). Это необходимо, чтобы гарантировать, что вторичные ионы не сталкиваются с молекулами окружающего газа на их пути к датчику (длина свободного пробега), а также для предотвращения поверхностного загрязнения адсорбцией частиц окружающего газа во время измерения.

## Измерительный прибор
Классический анализатор на основе МСВИ включает в себя:
1. первичную ионную пушку, производящую первичный ионный пучок;
2. коллиматор первичных ионов, ускоряющий и сосредотачивающий луч на образце (в некоторых устройствах с возможностью отделить первичные ионы специальным фильтром или создать пульсацию луча);
3. высоковакуумную камеру, содержащую образец и ионную линзу для извлечения вторичных ионов;
4. массовый анализатор, разделяющий ионы согласно их отношению заряда к массе;
5. устройства детектирования ионов.

## Разновидности
Различают статический и динамический режимы МСВИ.

## Статический режим
Используется небольшой поток ионов на единицу поверхности (< 5 нА/см²). Таким образом, исследуемая поверхность остаётся практически невредимой.
Применяется для исследования органических проб.

## Динамический режим

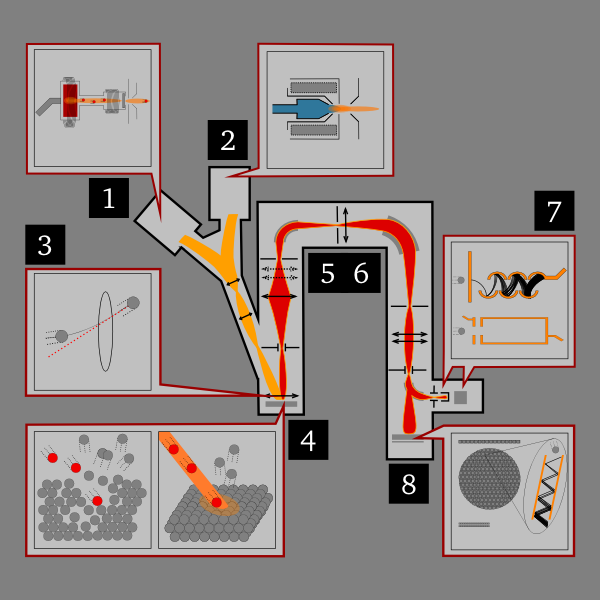
Типичная схема динамического устройства МСВИ. Высокоэнергетичные ионы создаются с помощью ионного пистолета (1 или 2) и фокусируются на образце (3), который ионизирует и выбивает некоторое количество атомов с поверхности. Эти вторичные ионы затем собираются ионными линзами (5) и отфильтровываются в соответствии с их атомными массами (6), затем проецируются на электронный умножитель (7, вверху), цилиндр Фарадея (7, внизу) или CCD экран (8).

Поток первичных ионов большой (порядка мкА/см²), поверхность исследуется последовательно, со скоростью примерно 100 ангстрем в минуту.
Режим является деструктивным, и, следовательно, подходит больше для элементного анализа.
Эрозия пробы позволяет получить профиль распределения веществ по глубине.